# Nakskov Kommune
Nakskov Kommune i Storstrøms Amt blev dannet ved kommunalreformen i 1970. Ved strukturreformen i 2007 indgik den i Lolland Kommune sammen med Holeby Kommune, Højreby Kommune, Maribo Kommune, Ravnsborg Kommune, Rudbjerg Kommune og Rødby Kommune.

## Tidligere kommuner
Nakskov havde været købstad, men det begreb mistede sin betydning ved kommunalreformen. Sognekommunen Branderslev blev lagt sammen med Nakskov Købstad til Nakskov Kommune.
| Kommune         | Folketal 1. januar 1970 |             |
| --------------- | ----------------------- | ----------- |
| Nakskov Købstad | 15.987                  | Nakskov     |
| Branderslev     | 674                     | Branderslev |
| I alt           | 16.661                  |             |

Hertil kom 20 matrikler fra Herredskirke Sogn i Ravnsborg Kommune og 153 matrikler fra Halsted Sogn i Højreby Kommune. Fra Rudbjerg Kommune fik Nakskov Kommune 79 matrikler fra Arninge Sogn samt 2 matrikler og et helt ejerlav fra Vestenskov Sogn.

## Sogne
Nakskov Kommune bestod af følgende sogne, alle fra Lollands Nørre Herred:
- Branderslev Sogn
- Sankt Nikolai Sogn (Nakskov)
- Stormarks Sogn

## Borgmestre[3]
| Periode   | Navn             | Parti                   |
| --------- | ---------------- | ----------------------- |
| 1970-1986 | Carl Emil Hansen | Socialdemokratiet       |
| 1986-1997 | Benny Sonne      | Socialdemokratiet       |
| 1997-1998 | Ebba Hribar      | Socialdemokratiet       |
| 1998-2006 | Flemming Bonne   | Socialistisk Folkeparti |